# Endosulfan
Endosulfan é um inseticida e acaricida. Este sólido incolor emergiu como um agrotóxico, altamente controverso, devido à sua grande toxicidade, ao seu potencial de biocumulação e também por interrupção endócrina. Banido em mais de 62 países, incluindo a União Europeia e várias nações ao Oeste da África e Ásia, continua sendo extensivamente usado na Índia e Austrália, por exemplo. É produzido pela Bayer CropScience, Makhteshim Agan, Nortox S.A. e pelo governo indiano - dono da Hindustan Insecticides Limited - entre outras. Devido ao seu risco ao meio ambiente, um banimento global do uso e produção do ensosulfan está sendo considerado pela convenção de Estocolmo.
A substância foi proibida no Brasil em 16 de agosto de 2010, pela Anvisa. A agência publicou resolução que determina o  banimento do ingrediente ativo endossulfan do Brasil. A determinação foi fundamentada em estudos toxicológicos que associam o uso desse agrotóxico, considerado extremante tóxico, a problemas reprodutivos e endócrinos em trabalhadores rurais e na população.
De acordo com cronograma estabelecido pela norma,  o endossulfan não poderá ser comercializado, no Brasil, a partir de 31 de julho de 2013. A partir de 2011, o produto não pode mais ser importado, e a fabricação em território nacional será proibida a partir de 31 de julho de 2012.

## Usos
O Endossulfão tem sido utilizado na agricultura em todo o mundo para controlar pragas de insectos, incluindo mosca-branca, pulgões, cigarrinhas, besouros da batata Colorado e vermes de repolho [7]. Devido ao seu modo único de ação é útil na gestão da resistência, no entanto, visto que não é específico, pode impactar negativamente as populações de insectos benéficos. [8] É, ainda assim, considerado moderadamente tóxico para as abelhas, [9] sendo menos tóxico para as abelhas do que os insecticidas organofosforados [10].

## Produção
A Organização Mundial de Saúde estimou a produção mundial anual a cerca de 9.000 toneladas métricas (t) no início da década de 80. [11] De 1980-1989, o consumo mundial médio foi de 10.500 t / ano, aumentando nos anos 90 para 12.800 t / ano.
O Endossulfan é um derivado do hexaclorociclopentadieno e é, quimicamente, similar ao Aldrin, clordano e heptacloro. Especificamente, é produzido pela reacção de Diels-Alder de hexaclorociclopentadieno com cis-buteno-1,4-diol e pela reacção subsequente do aducto com cloreto de tionilo. O Endosulfan técnico é uma mistura 7:3 dos estereoisómeros designados α e β. α- e β-endosulfão são isómeros conformacionais, decorrentes da estereoquímica piramidal do enxofre. O α-endosulfão é o mais, termodinamicamente, estável dos dois, portanto, o β-endosulfão, irreversivelmente, converte-se para a forma α-, embora a conversão seja lenta. [12] [13]

## Efeitos para a saúde
O Endossulfan é, presentemente, um dos pesticidas mais tóxicos encontrados no mercado, sendo responsável por muitos incidentes fatais, através de envenenamento, em todo o mundo [32]. O Endosulfão é também um xenoestrogénio, uma substância sintética que reproduz ou potencia o efeito dos estrogénios, podendo actuar sobre o sistema endócrino, prejudicando o desenvolvimento e a reprodução (fertilidade, etc.) tanto em animais, como em seres humanos. O facto de o endossulfão causar, ou não, cancro, encontra-se ainda em debate.

## Toxicidade
O Endossulfão é, extremamente, neurotóxico, tanto para insectos, como para mamíferos, incluindo humanos. A Agência de Protecção Ambiental dos U.S.A. classifica este pesticida como Categoria I: "Altamente tóxico", com base num valor de DL50 de 30 mg/kg para ratos fêmeas [10], enquanto a Organização Mundial de Saúde classifica como Classe II "moderadamente perigoso", baseado num DL50 em ratazanas de 80 mg/kg [33]. É um antagonista dos canais de cloreto GABA-gate, assim como, inibidor das Ca2+, Mg2+ ATPase. Ambas as enzimas estão envolvidas na transmissão dos impulsos nervosos. Os sintomas da intoxicação aguda incluem a hiperactividade, tremores, convulsões, falta de coordenação, desorientação, dificuldade em respirar, náuseas e vómitos, diarreia e, em casos graves, perda de consciência [14]. Há ainda registo de um LOEC em humanos de 35 mg/kg [34], tendo ainda havido muitos casos de intoxicação sub-letal, resultando em lesões cerebrais permanentes [14]. Os agricultores, com exposição crónica ao endossulfão, correm o risco de ocorrência de irritações e erupções na pele [10].
Segundo a Agência de Protecção Ambiental dos U.S.A., a dose de referência na ingestão diária de endossulfão é de 0,015 mg/kg para adultos e 0,0015 mg/kg para crianças. No que diz respeito à exposição crónica, a dose de referência na ingestão diária de endossulfão é de 0,006 mg/kg e de 0,0006 mg/kg, para adultos e crianças, respectivamente.